# La vânătoare de bărbați
"Manhunt " este un episod din al doilea sezon al serialul științifico-fantastic „Star Trek: Generația următoare”. Scenariul este scris de Terry Devereaux; regizor este Rob Bowman. A avut premiera la 19 iunie 1989 .

## Prezentare
Mama Deannei este în căutarea unui nou soț și a pus ochii pe Picard.

## Vezi și
- 1989 în științifico-fantastic